# Emil Gsell
Emil Gsell (* 12. April 1899 in Busslingen; † 23. Dezember 1973 in Bühler) war ein Schweizer Ökonom.

## Leben
Er besuchte die Handelsschule in Zürich und war dann in einem Textilunternehmen in der italienischsprachigen Schweiz tätig. Nach einigen Jahren der beruflichen Praxis wechselte er an die Universität Zürich, an der er Nationalökonomie studierte. Weitere Studienorte waren die Universität Genf und die London School of Economics. Er promovierte mit Die Arbeitslosenversicherung in Großbritannien und war anschliessend beim Internationalen Arbeitsamt in Genf tätig. Danach war er Lehrer an der Handelsschule in Zürich.
1930 wurde Gsell Professor an der Handelshochschule St. Gallen, zu Beginn für Statistik. Seine Antrittsvorlesung war über Die Bedeutung der Statistik in der kaufmännischen Unternehmung. Mit der Zeit konzentrierte sich Gsell stärker auf Fragestellungen der Bankbetriebslehre und der Finanzwirtschaft. Im Jahr 1936 wurde er Schriftleiter der Schweizerischen Zeitschrift für Kaufmännisches Bildungswesen.

## Schriften
- Töndury/Gsell: Finanzierung. Zürich 1948.
- Die kaufmännische Unternehmung.
- Der Bankbetrieb und die Effektenbörse.
- Ernst Bossard/Emil Gsell: Kostenrechnung und Preiskalkulation. Zürich 1946.
- Hans Bachmann/Heinz Allenspach/Emil Gsell: Die Exportfinanzierung. Zürich/St. Gallen 1954.